# Лук'янов Валентин Володимирович
Валенти́н Володи́мирович Лук'я́нов (* 20 червня 1947, Акмолінськ, нині Астана, Казахстан — † 25 червня 1995, Хмельницький) — український шаховий композитор, міжнародний майстер з шахової композиції. Срібний призер чемпіонату СРСР із шахової композиції (1976).

## Біографічні відомості
Першу шахову задачу Валентин Лук'янов опублікував 1963 року, коли жив на Сахаліні. На початку 1966 року, після закінчення будівельного технікуму, Лук'янов переїхав у Примор'я. Його як молодого фахівця направили в селище Тихоокеанський (нині місто Фокіно), де Лук'янов працював виконробом і майстром на будівництві об'єктів військового призначення. Заочно навчався в Далекосхідному університеті в місті Владивосток.
1969 року Валентин Лук'янов разом із дружиною переїхав у Кам'янець-Подільський. Там він працював за фахом (дійшов у службовому зростанні до заступника керівника будівельного тресту) і далі займався шаховою композицією. Неодноразово брав участь у першостях СРСР. Найкращий його результат — друге місце в 12-му чемпіонаті СРСР (1976). Бронзовий призер 14-го чемпіонату СРСР із шахової композиції (1983). У 1980 році Лук'янову присвоїли звання майстра спорту СРСР, у 1993 році став міжнародним майстром із шахової композиції.
Опублікував близько 300 задач, здебільшого двоходівок. Близько 50 задач відзначено призами, половина з них здобули перші призи.
Коли Лук'янов переїхав у Хмельницький і став керівником великого будівельного тресту, завантаженість роботою вже не дозволила йому активно займатися шахами. При переділі державної власності кримінальними елементами, спроба Лук'янова протистояти їм, призвела до його фізичного усунення.